# Rembrandtův dům
Rembrandtův dům (nizozemsky: Museum Het Rembrandthuis) je muzeum v nizozemském městě Amsterdam. Připomíná osobnost a dílo malíře Rembrandta, který v tomto domě žil a tvořil v letech 1639 až 1656 (kdy zbankrotoval a musel dům prodat). Muzeum bylo založeno roku 1911 a pro ten účel byl zrekonstruován původní interiér ze 17. století. Je i výstavní síní, neboť obsahuje řadu Rembrandtových maleb a leptů (zejména jich má unikátní sbírku). Vystavuje ale i obrazy Rembrandtových současníků, malířů proslulého zlatého věku nizozemského malířství. Patří k nejnavštěvovanějším muzeím v Nizozemsku, ročně ho navštíví přes 200 tisíc osob. Budova se nachází na ulici Jodenbreestraat.